# Mohafazat Liban-Sud
Mohafazat Liban-Sud (arabiska: محافظة لبنان الجنوبي) är ett guvernement i Libanon. Det ligger i den sydvästra delen av landet, 50 kilometer söder om huvudstaden Beirut. Antalet invånare är 500 000. Arean är 930 kvadratkilometer.
Terrängen i Mohafazat Liban-Sud är varierad.
Mohafazat Liban-Sud delas in i:
- Caza de Tyr
- Caza de Jezzîne
- Caza de Saida

Följande samhällen finns i Mohafazat Liban-Sud:
- Sayda
- Tyros
- Jezzîne
- En Nâqoûra
- Maghdouche
- Chehoûr

Trakten runt Mohafazat Liban-Sud består till största delen av jordbruksmark. Runt Mohafazat Liban-Sud är det tätbefolkat, med 442 invånare per kvadratkilometer.